# Белжик (планина)
Планината Белжик или Белгия (на френски: Montagnes Belgica; на английски: Belgica Mountains) е планина в Източна Антарктида, Земя кралица Мод. Разположена е на около 300 km южно от Брега принцеса Ранхилда на море Рисер-Ларсен. Простира се от североизток на югозапад на протежение от 97 km и ширина 16 km и е източно продължение на планината Сьор-Рондона. Изградена е от гнайси и кристалинни шисти. Максимална височина връх Виктор 2590 m (72°36′ ю. ш. 31°16′ и. д. / 72.6° ю. ш. 31.266667° и. д.), разположен в най-южната ѝ част. Други по-високи и характерни върхове са: Солмей 2560 m, Ван дер Есен 2525 m, Бойо 2520 m и др.
Планината е открита през 1958 г. от белгийска антарктическа експедиция и е наименувана в чест на експедиционния кораб „Белжик“ на белгийската антарктическа експедиция (1897 – 99 г.) с ръководител Адриан Жерлаш дьо Гомери. След това е извършено аерофотозаснемане, на базата на което е детайлно картирана.